# Vatersay
Vatersay (skotsk gaeliska: Bhatarsaigh lyssna (fil)) är en ö i Atlanten, i Hebriderna utanför Skottlands västkust. 
Vatersay har en areal av 9,53 km² och är den största av Barraöarna, det vill säga de öar som ligger söder om Barra.
År 2013 fanns 90 invånare på Vatersay. Bebyggelsen är koncentrerad till byarna Baile Bhatarsaigh mitt på ön och Caolas på den norra delen av ön. Vatersay har vägförbindelse med Barra över en vall som anlades 1991.
År 1853 förliste tremastaren Annie Jane, ett emigrantskepp på väg från Liverpool till Montreal, mot klipporna utanför västsidan av Vatersay. Av 450 passagerare överlevde bara omkring 100. Ett litet monument på stranden minner om de 350 omkomna.